# Copa do Brasil 1995
Der Copa do Brasil 1995 war die siebte Austragung dieses nationalen Fußball-Pokal-Wettbewerbs in Brasilien. Die Copa wurde vom Brasilianischen Sportverband, dem CBF, ausgerichtet. Der Pokalsieger war als Teilnehmer an der Copa Libertadores 1996 qualifiziert. Der unterlegene Finalteilnehmer Grêmio FBPA hätte ein Startrecht in der Copa Conmebol 1996 gehabt. Als Titelverteidiger aus der Copa Libertadores 1995, nahm dieser an der Libertadores teil. An der Copa Conmebol 1996 nahm dafür der Halbfinalist CR Vasco da Gama teil.

## Saisonverlauf
Der Wettbewerb startete am 14. Februar 1995 in seine Saison und endete am 21. Juni 1995. Am Ende der Saison wurde der SC Corinthians aus São Paulo der sechste Titelträger. Torschützenkönig wurde Sávio Bortolini Pimentel vom CR Flamengo mit 7 Treffern.
Höchste Siege
CR Flamengo – Kaburé EC: 8:0 (26. März 1995 – Achtelfinale Rückspiel)
1.000 Tor
Am 25. April 1995 fiel im Spiel Atlético Mineiro gegen den EC Vitória das 1.000ste Tor des Wettbewerbs. Das Jubiläumstor von Dão von Vitoria blieb aber unbeachtet.

## Teilnehmer
Teilnehmer waren die Sieger der Staatsmeisterschaften 1994 sowie teilweise deren Vizemeister. Auf Druck des Fernsehsender SBT wurde das Teilnehmerfeld um vier Mannschaften auf 36 erweitert. Es wurde deshalb eine Vorrunde mit acht Mannschaften eingeführt.
Nicht mehr eingeladen war der Vize-Staatsmeister von Pará und der Vize-Staatsmeister von Rio de Janeiro. Dafür wieder dabei der Vize-Staatsmeisterschaft von Pernambuco. Erstmals eingeladen der Sieger des Staatspokals von Rio de Janeiro.
Die vier extra eingeladenen Mannschaften waren der EC Democrata, CR Flamengo, Grêmio FBPA und der Copa Bandeirantes Sieger SC Corinthians.
| Bundesstaat         | Klub                            | Qualifizierung                             |
| ------------------- | ------------------------------- | ------------------------------------------ |
| Acre                | Rio Branco FC (AC)              | Staatsmeister 1994                         |
| Alagoas             | CS Alagoano                     | Staatsmeister 1994                         |
| Amapá               | Cristal AC                      | Staatsmeister 1994                         |
| Amazonas            | Nacional FC (AM)                | Staatsmeister 1994                         |
| Bahia               | EC Bahia                        | Staatsmeister 1994                         |
| Bahia               | EC Vitória                      | Vize-Staatsmeister 1994                    |
| Brasília            | SE Gama                         | Staatsmeister 1994                         |
| Ceará               | Ferroviário AC (CE)             | Staatsmeister 1994                         |
| Espírito Santo      | AD Ferroviária Vale do Rio Doce | Staatsmeister 1994                         |
| Goiás               | Goiás EC                        | Staatsmeister 1994                         |
| Maranhão            | Maranhão AC                     | Staatsmeister 1994                         |
| Mato Grosso         | Operário FC (MT)                | Staatsmeister 1994                         |
| Mato Grosso do Sul  | SE Pontaporanense               | Staatsmeister 1994                         |
| Minas Gerais        | Cruzeiro EC                     | Staatsmeister 1994                         |
| Minas Gerais        | Atlético Mineiro                | Vize-Staatsmeister 1994                    |
| Minas Gerais        | EC Democrata                    | Einladung des Verbandes                    |
| Pará                | Clube do Remo                   | Staatsmeister 1994                         |
| Paraíba             | Sousa EC                        | Staatsmeister 1994                         |
| Paraná              | Paraná Clube                    | Staatsmeister 1994                         |
| Pernambuco          | Sport Recife                    | Staatsmeister 1994                         |
| Pernambuco          | Náutico Capibaribe              | Vize-Staatsmeister 1994                    |
| Piauí               | EC Flamengo                     | Staatsmeister 1994                         |
| Rio de Janeiro      | CR Vasco da Gama                | Staatsmeister 1994                         |
| Rio de Janeiro      | Volta Redonda FC                | Sieger Staatspokal von Rio de Janeiro 1994 |
| Rio de Janeiro      | CR Flamengo                     | Auf Einladung des Verbandes                |
| Rio Grande do Norte | ABC Natal                       | Staatsmeister 1994                         |
| Rio Grande do Sul   | SC Internacional                | Staatsmeister 1994                         |
| Rio Grande do Sul   | EC Juventude                    | Vize-Staatsmeister 1994                    |
| Rio Grande do Sul   | Grêmio FBPA                     | Einladung des Verbandes                    |
| Rondônia            | SE Palmares                     | Staatsmeister 1994                         |
| Santa Catarina      | Figueirense FC                  | Staatsmeister 1994                         |
| São Paulo           | SE Palmeiras                    | Staatsmeister 1994                         |
| São Paulo           | FC São Paulo                    | Vize-Staatsmeister 1994                    |
| São Paulo           | SC Corinthians                  | Sieger Copa Bandeirantes                   |
| Sergipe             | CS Sergipe                      | Staatsmeister 1994                         |
| Tocantins           | Kaburé EC                       | Staatspokalsieger 1994                     |

## Modus
Der Modus bestand aus einem K.-o.-System. Erstmals wurde eine neue Regelung eingeführt, die besagte, dass wenn eine Mannschaft in einem Auswärts-Hinspiel mit mindestens drei Toren unterschied gewinnt, es kein Rückspiel mehr gibt. Diese Regelung fand das erste Mal Anwendung im Sechzehntelfinalspiel zwischen Náutico Capibaribe und dem FC São Paulo. Das Spiel endete 1:4 für São Paulo, welcher somit ohne Rückspiel ins Achtelfinale einzog.
Es zählte nach Hin- und Rückspiel nur die Anzahl der Siege. Ergab dieses keinen Sieger, zählte das Torverhältnis.

## Vorrunde
|              | Gesamt |                | Hinspiel | Rückspiel |
| ------------ | ------ | -------------- | -------- | --------- |
| CS Sergipe   | 1:4    | FC São Paulo   | 1:1      | 0:3       |
| EC Juventude | 8:0    | Figueirense FC | 5:0      | 3:0       |
| EC Democrata | 2:1    | Goiás EC       | 2:0      | 0:1       |
| Sousa EC     | 0:2    | CR Flamengo    | 0:1      | 0:1       |

## Turnierplan
|  | Sechzehntelfinale  | Sechzehntelfinale | Sechzehntelfinale |  |  | Achtelfinale     | Achtelfinale | Achtelfinale  |   |       | Viertelfinale    | Viertelfinale | Viertelfinale  |   |   | Halbfinale    | Halbfinale | Halbfinale  |     |  | Finale         | Finale | Finale |
|  |                    |                   |                   |  |  |                  |              |               |   |       |                  |               |                |   |   |               |            |             |     |  |                |        |        |
|  | EC Democrata       | 3                 | 0                 |  |  |                  |              |               |   |       |                  |               |                |   |   |               |            |             |     |  |                |        |        |
|  | EC Vitória         | 2                 | 2                 |  |  | EC Vitória       | 2            | 1             |   |       |                  |               |                |   |   |               |            |             |     |  |                |        |        |
|  | Atlético Mineiro   | 1                 | 2                 |  |  | Atlético Mineiro | 3            | 1             |   |       |                  |               |                |   |   |               |            |             |     |  |                |        |        |
|  | Sport Recife       | 0                 | 2                 |  |  |                  |              |               |   |       | Atlético Mineiro | 0             | 1 (1)          |   |   |               |            |             |     |  |                |        |        |
|  | EC Flamengo        | 1                 | 1                 |  |  |                  |              | Vasco da Gama | 1 | 0 (4) |                  |               |                |   |   |               |            |             |     |  |                |        |        |
|  | Vasco da Gama      | 2                 | 4                 |  |  | Vasco da Gama    | 2            | 4             |   |       |                  |               |                |   |   |               |            |             |     |  |                |        |        |
|  | Cristal AC         | 1                 | 0                 |  |  | Nacional FC      | 0            | 0             |   |       |                  |               |                |   |   |               |            |             |     |  |                |        |        |
|  | Nacional FC        | 1                 | 1                 |  |  |                  |              |               |   |       |                  |               |                |   |   | Vasco da Gama | 0          | 0           |     |  |                |        |        |
|  | Rio Branco FC      | 2                 | 2                 |  |  |                  |              |               |   |       |                  |               | SC Corinthians | 1 | 5 |               |            |             |     |  |                |        |        |
|  | SE Palmares        | 0                 | 2                 |  |  | Rio Branco FC    | 0            | 0             |   |       |                  |               |                |   |   |               |            |             |     |  |                |        |        |
|  | Operário FC        | 1                 | 0                 |  |  | SC Corinthians   | 3            | 2             |   |       |                  |               |                |   |   |               |            |             |     |  |                |        |        |
|  | SC Corinthians     | 1                 | 4                 |  |  |                  |              |               |   |       | SC Corinthians   | 0             | 2              |   |   |               |            |             |     |  |                |        |        |
|  | Paraná Clube       | 1                 | 1                 |  |  |                  |              | Paraná Clube  | 0 | 1     |                  |               |                |   |   |               |            |             |     |  |                |        |        |
|  | EC Juventude       | 0                 | 0                 |  |  | Paraná Clube     | 1            | 1             |   |       |                  |               |                |   |   |               |            |             |     |  |                |        |        |
|  | SE Pontaporanense  | 0                 | 0                 |  |  | SC Internacional | 1            | 0             |   |       |                  |               |                |   |   |               |            |             |     |  |                |        |        |
|  | SC Internacional   | 2                 | 5                 |  |  |                  |              |               |   |       |                  |               |                |   |   |               |            |             |     |  | SC Corinthians | 2 1    |        |
|  | Clube do Remo      | 1                 | 3                 |  |  |                  |              |               |   |       |                  |               |                |   |   |               |            | Grêmio FBPA | 1 0 |  |                |        |        |
|  | Ferroviário AC     | 1                 | 1                 |  |  | Clube do Remo    | 0            | 1             |   |       |                  |               |                |   |   |               |            |             |     |  |                |        |        |
|  | Náutico Capibaribe | 1                 | -                 |  |  | FC São Paulo     | 3            | 1             |   |       |                  |               |                |   |   |               |            |             |     |  |                |        |        |
|  | FC São Paulo       | 4                 | -                 |  |  |                  |              |               |   |       | FC São Paulo     | 1             | 0              |   |   |               |            |             |     |  |                |        |        |
|  | AD Ferroviária     | 0                 | 1                 |  |  |                  |              | Grêmio FBPA   | 1 | 2     |                  |               |                |   |   |               |            |             |     |  |                |        |        |
|  | Grêmio FBPA        | 1                 | 2                 |  |  | Grêmio FBPA      | 1            | 2             |   |       |                  |               |                |   |   |               |            |             |     |  |                |        |        |
|  | ABC Natal          | 1                 | 0                 |  |  | SE Palmeiras     | 1            | 2             |   |       |                  |               |                |   |   |               |            |             |     |  |                |        |        |
|  | SE Palmeiras       | 2                 | 1                 |  |  |                  |              |               |   |       |                  |               |                |   |   | Grêmio FBPA   | 1          | 1           |     |  |                |        |        |
|  | Maranhão AC        | 0                 | 0                 |  |  |                  |              |               |   |       |                  |               | CR Flamengo    | 2 | 0 |               |            |             |     |  |                |        |        |
|  | Kaburé EC          | 0                 | 2                 |  |  | Kaburé EC        | 0            | 0             |   |       |                  |               |                |   |   |               |            |             |     |  |                |        |        |
|  | SE Gama            | 1                 | 0                 |  |  | CR Flamengo      | 1            | 8             |   |       |                  |               |                |   |   |               |            |             |     |  |                |        |        |
|  | CR Flamengo        | 2                 | 3                 |  |  |                  |              |               |   |       | CR Flamengo      | 1             | 1              |   |   |               |            |             |     |  |                |        |        |
|  | CS Alagoano        | 1                 | 0                 |  |  |                  |              | Cruzeiro EC   | 0 | 1     |                  |               |                |   |   |               |            |             |     |  |                |        |        |
|  | Cruzeiro EC        | 2                 | 4                 |  |  | Cruzeiro EC      | 1            | 1             |   |       |                  |               |                |   |   |               |            |             |     |  |                |        |        |
|  | Volta Redonda FC   | 0                 | 0 (6)             |  |  | EC Bahia         | 0            | 2             |   |       |                  |               |                |   |   |               |            |             |     |  |                |        |        |
|  | EC Bahia           | 0                 | 0 (7)             |  |  |                  |              |               |   |       |                  |               |                |   |   |               |            |             |     |  |                |        |        |

## Finalspiele

### Hinspiel
| SC Corinthians                                   | SC Corinthians | Grêmio FBPA | Grêmio FBPA |
| ------------------------------------------------ | --- | --- | ----------- |
| SC Corinthians                                   | \| 14. Juni 1995 in São Paulo (Estádio do Pacaembu) \| \| Ergebnis: 2:1 (1:0) \| \| Zuschauer: 25.281 \| \| Schiedsrichter: Antônio Pereira da Silva \|                                     | \| 14. Juni 1995 in São Paulo (Estádio do Pacaembu) \| \| Ergebnis: 2:1 (1:0) \| \| Zuschauer: 25.281 \| \| Schiedsrichter: Antônio Pereira da Silva \|                                                                  | Grêmio FBPA |
| SC Corinthians                                   | Ronaldo, Vítor, Célio Silva, Henrique, Sylvinho, Bernardo (Ezequiel Ataliba), Marcelinho Paulista, Souza, Marcelinho Carioca, Viola, Fabinho Fontes (Elivélton) Cheftrainer: Eduardo Amorim | Danrlei, Francisco Arce, Catalino Rivarola, Luciano Dias, Carlos Miguel, Dinho (Gelson da Silva), Adílson Batista, Goiano, Alexandre Gaúcho, Paulo Nunes (Vagner Mancini), Mário Jardel Cheftrainer: Luiz Felipe Scolari | Grêmio FBPA |
| SC Corinthians                                   | 1:0 Viola (41.) 2:1 Marcelinho Carioca (71.) | 1:1 Goiano (65.) | Grêmio FBPA |
| SC Corinthians                                   | Célio Silva, Sylvinho, Marcelinho Paulista | Rivarola, Dias, Carlos Miguel, Batista | Grêmio FBPA |
| SC Corinthians                                   | Mancini (84.) | | Grêmio FBPA |
| 14. Juni 1995 in São Paulo (Estádio do Pacaembu) | | |             |
| Ergebnis: 2:1 (1:0)                              | | |             |
| Zuschauer: 25.281                                | | |             |
| Schiedsrichter: Antônio Pereira da Silva         | | |             |

### Rückspiel
| Grêmio FBPA                                                   | Grêmio FBPA | SC Corinthians | SC Corinthians |
| ------------------------------------------------------------- | --- | --- | -------------- |
| Grêmio FBPA                                                   | \| 10. August 1995 in Porto Alegre (Estádio Olímpico Monumental) \| \| Ergebnis: 0:1 (0:0) \| \| Zuschauer: 47.352 \| \| Schiedsrichter: Márcio Rezende de Freitas \|                              | \| 10. August 1995 in Porto Alegre (Estádio Olímpico Monumental) \| \| Ergebnis: 0:1 (0:0) \| \| Zuschauer: 47.352 \| \| Schiedsrichter: Márcio Rezende de Freitas \| | SC Corinthians |
| Grêmio FBPA                                                   | Danrlei, Francisco Arce, Catalino Rivarola, Adílson Batista, Carlos Miguel, Dinho (Alexandre Gaúcho), Gelson da Silva, Goiano, Arilson, Paulo Nunes, Mário Jardel Cheftrainer: Luiz Felipe Scolari | Ronaldo, André Santos, Célio Silva, Henrique, Sylvinho, Zé Elias, Bernardo, Souza, Marcelinho Carioca, Viola, Marques (Tupãzinho) Cheftrainer: Eduardo Amorim         | SC Corinthians |
| Grêmio FBPA                                                   | 0:1 Marcelinho Carioca (71.) | | SC Corinthians |
| Grêmio FBPA                                                   | Rivarola, Batista, Gelson | André Santos, Zé Elias, Bernardo | SC Corinthians |
| Grêmio FBPA                                                   | Nunes (77.) | Sylvinho (77.) | SC Corinthians |
| 10. August 1995 in Porto Alegre (Estádio Olímpico Monumental) | | |                |
| Ergebnis: 0:1 (0:0)                                           | | |                |
| Zuschauer: 47.352                                             | | |                |
| Schiedsrichter: Márcio Rezende de Freitas                     | | |                |

## Die Meistermannschaft
| 1. | SC Corinthians |
|    | - Tor: Ronaldo, Wilson Junior, Ricardo Pinto, Wilson - Abwehr: André Santos, Célio Silva, Henrique, Sylvinho, Vsaldo, Daniel Franco, Pinga, Sandro, Fábio Carille, Tupã, Vítor, Cris, Carlos Roberto - Mittelfeld: Souza, Marco Antônio Boiadeiro, Elivélton, Bernado, Leônidas, Marcelinho Paulista, Ricardo Mendes, Zé Elias, Hermes, Júlio César, Marcelinho Carioca, Ezequiel Ataliba - Angriff: Viola, Marques, Tupãzinho, Clóvis, Fabinho Fontes, Jorginho, Fabinho, Serginho |

## Torschützenliste
| Pl. | Nat.        | Spieler                  | Verein        | Tore   |
| --- | ----------- | ------------------------ | ------------- | ------ |
| 1   | Brasilianer | Sávio Bortolini Pimentel | Flamengo      | 7 Tore |
| 2   | Brasilianer | Marcelinho Carioca       | Corinthians   | 6 Tore |
| 2   | Brasilianer | Viola                    | Corinthians   | 6 Tore |
| 4   | Brasilianer | Mario                    | Juventude     | 5 Tore |
| 5   | Brasilianer | Mário Jardel             | Grêmio        | 4 Tore |
| 5   | Brasilianer | Leandro Machado          | Internacional | 4 Tore |
| 5   | Brasilianer | Luís Muller              | Remo          | 4 Tore |
| 5   | Brasilianer | Palmiro                  | Corinthians   | 4 Tore |
| 5   | Brasilianer | Valdir Bigode            | Vasco da Gama | 4 Tore |